# Костерін Сергій Олексійович
Косте́рін Сергі́й Олексі́йович (нар. 25 серпня 1950, м. Київ) — біохімік та біофізик, академік НАН України, доктор біологічних наук, професор. Лауреат Державної Премії України в галузі науки і техніки. Нагороджений Почесною Грамотою та Відзнакою Верховної Ради України «За особливі заслуги перед Українським Народом - …за вагомий особистий внесок у розвиток вітчизняної науки, зміцнення науково-технічного та інноваційного потенціалу, підготовку висококваліфікованих наукових кадрів, багаторічну сумлінну працю, високий професіоналізм…» (2023 р.). Заслужений діяч науки і техніки України. Лауреат Премії імені академіка О.В.Палладіна НАН України. Лауреат Премії імені академіка П.Г.Костюка НАН України. Лауреат Премії імені Тараса Шевченка Київського національного університету імені Тараса Шевченка. 

## Життєпис
Народився в сім'ї службовців. Батько: Костерін Олексій Григорович, інженер, 1904—1956 рр. Мати: Костеріна (Андреєва) Тамара Олексіївна, технік, 1914—1993 рр. Дружина: Костеріна (Бова) Олена — Антоніна Василівна, викладач. Сини: Костерін Олексій Сергійович, інженер; Костерін Олександр Сергійович, психолог.
- 1957—1965 — навчання у середній школі № 131 м. Києва.
- 1965—1967 — відвідування гуртка біоніки та біокібернетики Київського Палацу піонерів та школярів ім. Миколи Островського (викладач — Хоменко Ірина Єфимівна).
- 1965—1967 — навчання у фізико-математичній школі № 145 м. Києва (директор — Чикаленко Валентин Кирилович, класний керівник — Вороніна Олександра Олександрівна).
- 1973 — закінчив кафедру біофізики Київського національного університету ім. Тараса Шевченка.
- З 1973 по теперішній час — працює в Інституті біохімії ім. О. В. Палладіна НАН України.
- 1973—1976 навчання в аспірантурі відділу біохімії м'язів в Інституті біохімії ім. О. В. Палладіна НАН України.
- 1976 — захистив кандидатську дисертацію за темою «Кінетичині властивості Са2+ — залежної АТФази плазматичних мембран скелетних м'язів в нормі і при Е — авітамінозній дистрофії» (спеціальність — ''біохімія'', наук. керівник — професор М. Д. Курський).
- З 1977 по теперішній час — викладає в Київському національному університеті ім. Тараса Шевченка на кафедрах біохімії та біофізики біологічного факультету (ННЦ «Інститут біології та медицини»).
- 1988 — захистив докторську дисертацію за темою «Механізми транспорту кальцію в гладенькому м'язі» (спеціальність — «біохімія»).
- 1988 по теперішній час — зав. відділом Інституту біохімії ім. О. В. Палладіна НАН України.
- 1998 по теперішній час — заступник директора з наукової роботи Інституту біохімії ім. О. В. Палладіна НАН України.
- 1998 по теперішній час — керівник наукового семінару «Актуальні проблеми сучасної біохімії» Інституту біохімії ім. О. В. Палладіна НАН України.
- 2023 по теперішній час - керівник міждисциплінарного загальноакадемічного семінару у галузі природничих наук "Актуальні питання фізико-хімічної та математичної біології".
- З 1993 — професор кафедри біофізики Київського національного університету ім. Тараса Шевченка.
- 1996 — 2021 — професор кафедри біології Національного університету «Києво-Могилянська Академія».
- 2001 — одержав звання професора (спеціальність — «біохімія»).
- 2003 — обраний член-кореспондентом НАН України (спеціальність — «біохімія»).
- 2015 — обраний академіком (дійсним членом) НАН України (спеціальність — «молекулярна фізіологія, біохімія»).

## Наукова, науково-організаційна та педагогічна робота
НАУКОВА РОБОТА. Наукові інтереси Костеріна С. О. охоплюють широке коло актуальних проблем біохімії, біофізичної хімії, біофізики та молекулярної фізіології м'язової клітини, зокрема, у галузі ензимології, біомембранології, внутрішньоклітинного кальцієвого гомеостазу, електро- і фармакомеханічного спряження в міоцитах, а також кінетики та енергетики біохімічних процесів. Суттєвий вплив на формування Костеріним С. О. власного наукового потенціалу та його наукових інтересів справили такі визначні вчені та викладачі, як академік НАН України професор П. Г. Богач (загальна біофізика, біофізика та фізіологія м'язів), академік НАН України М. Ф. Шуба (біофізика та електрофізіологія гладеньких м'язів), член-кореспондент НАН України К. Б. Толпиго (теоретична фізика, біофізика м'язів, вища математика), професор В. Л. Зима (загальна біофізика, біофізика м'язів), професор Л. О. Максименко (вища математика), професор В. М. Мальнєв (теоретична фізика), професор Ю. Г. Антамонов (біокібернетика, теорія складних систем, математичне моделювання біологічних процесів), професор Ашок Кумар Гровер (МакМастерський університет, м. Гамільтон, провінція Онтаріо, Канада) (біохімія Са2+-транспортувальних систем, біомембранологія, фармакологія).
За безпосередньої участі Костеріна С. О. та під його науковим керівництвом одержано фундаментальні результати при дослідженні біохімічних, фізико-хімічних, ензиматичних та транспортних властивостей енергозалежних Са2+-транспортувальних протеїнів мембран гладеньком'язових клітин. Мова йде, зокрема, за ідентифікацію, вивчення кінетичних, каталітичних та енергетичних характеристик, а також біохімічних механізмів регуляції та функціональної ролі тапсигаргіннечутливої та тапсигаргінчутливої кальцієвих помп (Ca2+,Mg2+-АТФаз), кальцієвих обмінників та мітохондріального Са2+-уніпортеру міоцитів матки та сечоводу. Розробив кількісний підхід до визначення топології замкнутості везикул плазматичної мембрани (у %/мг мембранного протеїну) («inside out», «outside out», «leaky»). Вивчив чутливість кальцієвої помпи плазматичної мембрани міоцитів міометрія до зміни мембранного потенціалу (модельна система «мембранні везикули-К+-валіноміцин»). З використанням теорії Лейдлера-Скетчарда визначив внесок електростатичних взаємодій в активаційні термодинамічні параметри (вільну енергію Гіббса ΔG*el., ентальпію ΔH*el. та ентропію ΔS*el. активації) реакції Ca2+,Mg2+-залежного ензиматичного гідролізу АТФ. Довів існування та вивчив властивості системи Na+-Ca2+ обміну в плазматичній мембрані міоцитів міометрія, продемонстрував електронейтральність цієї системи (2Na+−1Ca2+). Разом з Л. Г. Бабіч, С. Г. Шликовим та Л. А. Борисовою продемонстрував здатність поліаміну сперміну стимулювати накопичення іонів Са в мітохондріях міометрія, виявив дію антагоністів кальмодуліну на акумуляцію іонів Са в мітохондріях міометрія та на їхній мембранний потенціал. Довів чутливість Mg2+,АТФ-залежних кальцієвих помп плазматичної мембрани та саркоплазматичного ретикулуму міометрія до інгібуючої дії утеротонічного пептидного гормону окситоцину. Запропонував гіпотезу, відповідно до якої високоактивна «базальна» Mg2+-АТФаза плазматичної мембрани гладеньком'язових клітин — фактор продукування протонів, задіяна, через систему Н+-Са2+ обміну мітохондрій, у запобіганні перевантаження мітохондріального матриксу іонізованим Са (при пермеабілізації міоцитів чи у випадку ізольованих мітохондрій цей Н+-залежний зв'язок порушується, що призводить до суттєвого збільшення накопичення іонів Са в мітохондріях, що і спостерігається в експерименті in vitro). З використанням атомно-абсорбційної спектрометрії вивчив субклітинний розподіл зв'язаних іонів Са та Mg у тканині міометрія. В режимі ізотопного обміну дослідив кінетику обміну іонів Са в інтактних гладеньком'язових препаратах та в везикулах плазматичної мембрани клітин міометрія, визначив значення константи спорідненості для іонів Са та максимальну ємність зв'язування цих іонів на внутрішній поверхні цих везикул. Розрахував термомеханокінетичні та термодинамічні характеристики високоеластичної деформації скелетних та гладеньких м'язів. Вперше в світі (у співпраці з академіком НАН України В. І. Кальченком та його колегами, ІОХ НАН України) вивчив біохімічні закономірності впливу каліксаренів на системи активного транспорту іонів Са та Na у субклітинних мембранних структурах гладеньких м'язів, а також на ензиматичний та неензиматичний гідроліз АТФ, ідентифікував низку калікс[4]аренів, які можуть слугувати «молекулярними платформами» для подальшої розбудови оборотних, селективних та афінних ефекторів (активаторів, інгібіторів) катіонних помп плазматичної мембрани, Ca2+-уніпортеру мітохондрій, а також АТФази субфрагменту-1 міозину; одержані результати є пріоритетними та перспективними для створення ліків нового («супрамолекулярного») покоління — регуляторів активності енергозалежних Са2+-транспортувальних систем у випадку її порушень за патологічних станів.
Вищенаведені результати, що були одержані Костеріним С. О. та його співробітниками, є суттєвими для подальшого вирішення нагальних питань біохімії, системної біології та молекулярної фізіології гладеньком'язової клітини, зокрема, для розуміння молекулярних та мембранних механізмів такого унікального біологічного феномену, як електро- та фармакомеханічне спряження в гладеньких м'язах.
Також розробив нові методи кінетичного аналізу складних біохімічних та біофізичних явищ (ензиматичний каталіз, мембранний транспорт речовин, ліганд-рецепторна взаємодія, внутрішньоклітинна кальцієва сигналізація, скорочення-розслаблення м'язів тощо). Так, ним, зокрема, запропоновані нові підходи до:
- визначення констант спорідненості у випадку зв'язування лігандів з неоднорідною адсорбційною поверхнею протеїнів та біомембран;
- розрахунку початкової швидкості, характеристичного часу та максимального накопичення продукту ензиматичної реакції;
- визначення коефіцієнту субстратного протектування, константи Міхаеліса та максимальної швидкості ензиматичної реакції;
- узагальнення тлумачення коефіцієнту інгібування в кінетиці ензиматичних реакцій;
- універсального кількісного аналізу внутрішньоклітинних кальцієвих транзієнтів та кривих «скорочення — розслаблення» м'язів (разом з Ф. В. Бурдигою).
Розробив кінетичну теорію механізму гальмування полімеризації фибрину фибриногеном та його активними фрагментами (у співпраці з акад. НАН України В. О. Беліцером та д. б. н. Т. В. Варецькою).
У галузі теоретичної біофізики розбудував, разом з колегами (к. х. н. С. О. Карахім, д. ф.-м. н. П. Ф. Жук), математичну модель внутрішньоклітинного кальцієвого гомеостазу в гладеньких м'язах. Здійснив аналіз термодинамічних закономірностей, властивих для системи «ензим — субстрат — оборотний ефектор». Запропонував універсальний метод «ratio» для вивчення механізму дії оборотного інгібітора в системі «ензим/транспортний протеїн — субстрат/речовина, що транспортується — оборотний інгібітор». Розвинув термодинамічну теорію формування потенціалу Гіббса-Доннана в системі «мембранні везикули — середовище розведення». Під час карантину 2020 р. розробив метод комплексного багатопараметричного аналізу ізометричної механокінетичної кривої та транзієнтної кальцієвої відповіді в міоплазмі, який є перспективним для дослідженні закономірностей та механізмів дії фізико-хімічних, метаболічних та фармакологічних чинників на скоротливу активність гладенького м'язу та внутріщньоклітинну кальцієву сигналізацію. У 2022 - 2024 рр. розробив (разом з О.В.Цимбалюк) методологію дослідження механокінетики та визначення потужності спонтанного ізотонічного скорочення вісцерального гладенького м'язу.
Костерін С. О. — автор та співавтор 315 наукових робіт у галузі біохімії, біофізики та біофізичної хімії, серед яких 7 монографій, присвячених нагальним проблемам біохімії та біофізичної хімії м'язової клітини, 2 навчальні посібники та 1 підручник для студентів університетів. За одноосібну монографію «Транспорт кальция в гладкой мышце» (Киев, «Наукова Думка») Президія Національної Академії Наук України у 1992 р. присудила  йому Премію ім. академіка О. В. Палладіна. Співавтор (на замовлення) колективної міжнародної монографії «Control of Uterine contractility» (CRC Press, USA), написаної разом із вченими США, Канади, Франції та Японії. С. О. Костеріним та його співробітниками було написано та видано монографії «Біохімічні властивості та регуляція Ca2+-транспортувальних систем гладеньком'язових клітин» (2016 р.) та «Каліксарени як ефектори АТР-гідролазних систем гладеньком'язових клітин» (2019).
Є автором низки науково-історичних публікацій, присвячених визначним українським біохімікам та біофізикам:
- академік НАН України В. О. Беліцер (Спогади співробітників Інституту біохімії про Володимира Беліцера);
- академік НАН України М. Ф. Шуба (Академік Михайло Шуба у спогадах / Ін-т фізіології ім. О. О. Богомольця НАН України ; за ред.: Я. М. Шуба, А. М. Шевко. — К. : Наук. думка, 2009. — 160 с.);
- академік НАН України С. В. Комісаренко;
- член-кор. НАН України Д. Л. Фердман;
- професор В. Л. Зима (http://biology.univ.kiev.ua/images/stories/Upload/Biofizyka_Speckursy/zyma.pdf [Архівовано 20 листопада 2018 у Wayback Machine.].).

За станом на 2017 р.:
Більше 300 наукових робіт С. О. Костеріна віддзеркалені у науково-метрічній базі даних Scholar.Google.
228 наукових робіт С. О. Костеріна віддзеркалені у науково-метрічній базі даних Scopus.
169 наукових робіт С. О. Костеріна віддзеркалені у науково-метрічній базі даних PubMed.
87 наукових робіт С. О. Костеріна віддзеркалені у науково-метрічній базі даних Web of Science.
У 1990 та 1992 роках проходив стажування у МакМастерському університеті (м. Гамільтон, Онтаріо, Канада). Неодноразово виступав із науковими доповідями та навчальними лекціями в університетах та наукових закладах України, Канади, Великої Британії, США, Польщі, Болгарії, Естонії, Грузії, Узбекистану, Казахстану та інших держав.
Створив наукову школу в галузі біофізичної хімії та біохімічної мембранології гладеньких м'язів: підготував 21 фахівців, котрі захистили дисертації, з них — 15 кандидатів наук — О. Шинлова (наразі працює в Канаді), Н. Ровенець, Л. Борисова (наразі працює у Великій Британії), Т. Векліч, І. Черниш мол., Г. Данилович, О. Вадзюк, О. Пономаренко, О. Шелюк, О. Шкрабак (наразі працює в Канаді), А. Бевза, Н. Наумова (наразі працює в США та Італії), О. Коломієць, Ю. Мазур (працює у Франції), В. Яворовська. Окрім того, у різні часи у складі наукового колективу, яким керував С. О. Костерін, були виконані кандидатські дисертації Н.Братковою, В.Фоміним (працює у США), О.Каплею, Н.Кочешковою (працює у Великій Британії). Підготував 7 докторів наук — Л. Дубицький (Львівський національний університет імені Івана Франка) — біофізика, С. Шликов (працював у США) — біохімія, Л. Бабіч (працювала у США) — біохімія, Ю. Данилович — біохімія, О. Цимбалюк (Інститут Високих Технологій, Київський національний університет імені Тараса Шевченка) — біофізика, Т. Векліч — біохімія, Г.Данилович — біохімія; також докторська дисертація у галузі біохімії була підготовлена Н.Слінченко. Переважна більшість із вищезазначених осіб — колишні студенти Сергія Олексійовича.

## Науково-організаційна робота
З 1998 р. по теперішній час — Голова спеціалізованої Вченої ради Інституту біохімії ім. О. В. Палладіна НАН України (спеціальності — «біохімія» та «біотехнологія»), заступник Голови Вченої ради Інституту біохімії ім. О. В. Палладіна НАН України. Член спеціалізованої Вченої ради біологічного факультету Київського Національного університету імені Тараса Шевченка (спеціальності — «біофізика» та «фізіологія»). Систематично та активно працює як опонент докторських і кандидатських дисертацій, рецензент наукових монографій, підручників і грантів, проектів та статей, що подаються українськими та зарубіжними вченими до різноманітних наукових вітчизняних та міжнародних фондів та журналів у галузі біохімії, біофізики та біотехнології. 25 років керує інститутським науковим семінаром «Актуальні проблеми сучасної біохімії», на якому виступають як вітчизняні, так і іноземні колеги (в середньому на рік відбувається 20—25 засідань семінару). З 2023 р.  - керівник міждисциплінарного загальноакадемічного семінару у галузі природничих наук "Актуальні питання фізико-хімічної та математичної біології" (за станом на квітень м-ць 2024 р. відбулося 11 засідань семінару). Тривалий час був заступником головного редактора та науковим редактором Українського біохімічного журналу. Голова Бібліотечної ради Інституту. Член Бюро Відділення біохімії, фізіології і молекулярної біології НАН України. Брав активну участь у підготовці, організації та проведенні IV, V, VII та XI Парнасівських міжнародних конференцій, а також VIII—XII Українських біохімічних конгресів. На цих конгресах Костеріна С. О. було обрано віце-президентом Українського біохімічного товариства. На III, IV, V та VI з'їздах Українського біофізичного товариства був обраний членом його Президії. Член Постійної комісії НАН України з оцінювання ефективності діяльності наукових установ (ПК НАН України). Член Вченої ради ДО "Відділення цільової підготовки КНУ при НАНУ". Входить до складу Ради Державного фонду фундаментальних досліджень України. Є заступником Голови Секції Науково-технічної ради МОН України з питань формування та виконання державного замовлення на науково-технічну продукцію за пріоритетним напрямом розвитку науки і техніки «Науки про життя, нові технології профілактики та лікування найпоширеніших захворювань». Член Громадської ради з питань науково-технічної, інноваційної діяльності та інтелектуальної власності при Міністерстві освіти і науки України. Член Міжнародного наукового комітету з підготовки Наукової програми 41-го Конгресу Федерації європейських біохімічних товариств (FEBS) (Туреччина, 2016 р.).
З квітня м-ця 2023 р. академік Костерін С.О.- керівник загальноакадемічного міждисциплінарного семінару у галузі природничих наук "Актуальні питання фізико-хімічної та математичної біології", щомісячні (окрім липня та серпня м-ців) засідання якого відбуваються в Інституті біохімії ім. О.В.Палладіна НАН України. За станом на лютий м-ць 2025 р. відбулося 19 засідань семінару. Із науковими доповідями виступили:
- заступник директора з наукової роботи Інституту проблем математичних машин і систем НАН України член-кореспондент НАН України професор Ігор Бровченко;
- директор Навчально-наукового інституту високих технологій Київського національного університету імені Тараса Шевченка доктор хімічних наук професор Ігор Комаров;
- професор кафедри загальної та медичної генетики Навчально-наукового центру «Інститут біології і медицини» Київського національного університету імені Тараса Шевченка професор Андрій Сиволоб;
- завідувач відділу медичної хімії Інституту органічної хімії НАН України, професор кафедри супрамолекулярної хімії Інституту високих технологій Київського національного університету імені Тараса Шевченка, науковий консультант компанії ТОВ «НПВ «Єнамін» професор Дмитро Волочнюк;
- завідувач лабораторії медико-біологічних досліджень відділу хімії макроциклічних сполук Інституту органічної хімії НАН України доктор хімічних наук Роман Родік;
- професор кафедри загальної фізики та моделювання фізичних процесів фізико-математичного факультету     Національного технічного університету України «Київський політехнічний інститут імені Ігоря Сікорського» доктор фізико-математичних наук Оксана Горобець;
- завідувач кафедри біофізики та медичної інформатики Навчально-наукового центру «Інститут біології та медицини» Київського національного університету імені Тараса Шевченка доктор біологічних наук професор Олександр Жолос;
- директор Інституту проблем штучного інтелекту МОН України і НАН України член-кореспондент НАН України професор Анатолій Шевченко;
- головний науковий співробітник лабораторії біофізики макромолекул відділу теорії нелінійних процесів в конденсованих середовищах Інституту теоретичної фізики ім. М.М. Боголюбова НАН України доктор фізико-математичних наук професор Сергій Волков;
- завідувач відділу білкової інженерії та біоінформатики Інституту молекулярної біології та генетики НАН України член-кореспондент НАН України професор Олександр Корнелюк;
- завідувач кафедри фізичної хімії хімічного факультету Київського національного університету імені Тараса Шевченка член-кореспондент НАН України професор Ігор Фрицький;
- директор та завідувач відділу ензимології білкового синтезу Інституту молекулярної біології і генетики НАН України академік НАН України професор  Михайло Тукало;
- заступник директора та головний науковий співробітник лабораторії біомолекулярної електроніки Інституту молекулярної біології і генетики НАН України професор  Сергій Дзядевич;
- професор кафедри органічної хімії Київського національного університету імені Тараса Шевченка професор Василь Пивоваренко;
- завідувач відділу нервово-м'язової фізіології Інституту фізіології ім. О.О.Богомольця НАН України академік НАН України професор Ярослав Шуба;
- завідувач відділу механізмів біоорганічних реакцій Інституту  біоорганічної хімії та нафтохімії ім. В.П.Кухаря НАН України член-кореспондент НАН України професор Андрій Вовк;
- завідувачка відділу клітинної біології та біотехнології ДУ «Інститут харчової біотехнології та геноміки НАН України» член-кореспондент НАН України професор Алла Ємець;
- завідувач відділу сигнальних систем клітини Інституту молекулярної біології і генетики НАН України академік НАН України професор Валерій Філоненко;
- директор Інституту теоретичної фізики ім. академіка Боголюбова НАН України доктор фіз.-мат. наук Сергій Перепелиця.

На найближче майбутнє вже заплановано заслухати на загальноакадемічному семінарі доповіді у галузі: біохімії та біофізичної хімії, біофізики та фізики живого,  молекулярної, клітинної та системної біології, біоорганічної хімії, біологічної термодинаміки, фізико-хімічних основ теорії еволюції,  молекулярної фізіології, біосенсорики, нанобіотехнології, математичної та комп’ютерної біології.

## Педагогічна робота
Сповідає принцип: «НЕМАЄ НАУКИ БЕЗ ВИКЛАДАННЯ ТА ПІДГОТОВКИ НАУКОВИХ КАДРІВ, ЯК НЕМАЄ ВИКЛАДАННЯ ТА ПІДГОТОВКИ НАУКОВИХ КАДРІВ БЕЗ НАУКИ !». Багато років професор Костерін С. О. займається  викладацькою роботою у вищих навчальних закладах України. Вперше в Україні розробив структуру систематичного курсу лекцій з кінетики та термодинаміки ензиматичних реакцій і видав відповідний підручник для студентів університетів (1976 р.), який й наразі використовується студентами (біохіміками та біофізиками) як університетів України, так і за її межами. З 1977 р. по теперішній час читає спеціальний курс лекцій з ензиматичної кінетики на кафедрах біохімії та біофізики біологічного факультету (ННЦ «Інститут біології та медицини») Київського Національного університету імені Тараса Шевченка, а з 1996 р. — і на кафедрі біології факультету природничих наук Національного університету «Києво-Могилянська Академія». З 2004 р. по теперішній час читає спеціальний курс лекцій «Біохімічна мембранологія» та вибрані розділи загального курсу біофізики («біологічна кінетика», «термодинаміка закритих та відкритих систем», «фізика ензимів») на біологічному факультеті Київського університету. Є професором зазначених університетів. Неодноразово призначався Головою Державної комісії із прийому державних іспитів та захисту дипломних робіт на біологічному факультеті Київського національного університету (спеціальності — «біохімія», «біофізика», «молекулярна біологія» та «біотехнологія»). З 2016 р. почав читати курс лекцій «Вибрані питання біохімічної кінетики» для аспірантів Інституту біохімії ім. О. В. Палладіна НАН України. Неодноразово виступав з науковими доповідями та навчальними лекціями для студентів в Національних університетах мм. Київ, Львів, Чернівці, Одеса, Харків, Донецьк, Івано-Франківськ, Дніпро, Луцьк. У 2017 р. одержав письмову ПОДЯКУ від Президента НаУКМА «…за бездоганну багаторічну працю, відданість справі Академії, значний внесок у діяльність і розвиток факультету і з нагоди 25-річного ювілею факультету природничих наук НаУКМА». У 2019 р. одержав письмову ПОДЯКУ від Міністерства освіти і науки України «… за вагомий внесок у розвиток науки України, організацію та впровадження фундаментальних і прикладних наукових досліджень, підготовку висококваліфікованих наукових працівників…». Нагороджений Почесною Відзнакою Вченої ради Київського національного університету імені Тараса Шевченка за досягнення у науково-педагогічній роботі (2021 р).
Наукове та науково-педагогічне кредо С. О. Костеріна — саме фундаментальна наука є основою пізнання закономірностей та механізмів протікання біологічних процесів. Втім, ПРИРОДА зовсім «не знає» про те, що дослідники, відповідно до своїх вподобань, схильностей, освіти, здібностей, знань, «диференціюють» її у форматі БІОЛОГІЇ, ФІЗИКИ, ХІМІЇ, МАТЕМАТИКИ. ВОНА — ЄДИНА! Дійсно, найцікавіші фундаментальні проблеми сучасної біології — наприклад, у галузі вивчення механізмів ензиматичного каталізу, мембранного транспорту речовин, внутрішньоклітинної сигналізації, розповсюдження нервового імпульсу, біомеханохімічних явищ, біосенсорики, ліганд-рецепторної взаємодії тощо, локалізовані саме на «перехресті» різноманітних наук і наукових напрямів. Вивчення таких фундаментальних проблем потребує активного залучення методів та методологій, теорій, гіпотез, концепцій, бачень, уявлень, які притаманні не лише біохімії, біофізиці та молекулярній біології, але й фізичній, колоїдній та супрамолекулярній хімії, термодинаміці та статистичній фізиці, хімічній фізиці, математичній та комп'ютерній біології. Саме з цим пов'язане виникнення в останні десятиріччя таких трансдисциплінарних наук та наукових напрямів, як фізико-хімічна біологія, біофізична хімія, хімічна біофізика, біохімічна фізика, фізична біохімія, біоматематика та біоінформатика, квантова біохімія, системна біологія, молекулярна фізіологія, біоінженерія, молекулярна медицина, інженерна ензимологія, технічна біохімія, біосенсорика, нанобіотехнологія, біохімія «in silico» тощо. Професор С. О. Костерін — активний прибічник використання математичних підходів до вирішення актуальних біологічних проблем. З його точки зору подальший прогрес у галузі теоретичного та практичного вирішення різноманітних проблем сучасної біологічної науки неможливий без ґрунтовної підготовки біологів — студентів та аспірантів — у сфері фундаментальних наук хімічного, фізико-хімічного та фізико-математичного циклів. Якісна освіта, всебічна трансдисциплінарна підготовка наукових та науково-інженерних кадрів — фахівців у галузі природничих та технічних наук — запорука наукового, технологічного та соціального прогресу України!

## Нагороди
- Лауреат Державної премії України у галузі науки і техніки (2010 р.).
- Заслужений діяч науки і техніки України (2015 р.).
- Нагороджений Почесною Грамотою та Відзнакою Верховної Ради України «За особливі заслуги перед Українським Народом - …за вагомий особистий внесок у розвиток вітчизняної науки, зміцнення науково-технічного та інноваційного потенціалу, підготовку висококваліфікованих наукових кадрів, багаторічну сумлінну працю, високий професіоналізм…» (2023 р.).
- Нагороджений Грамотою та Відзнакою Верховної Ради України «За заслуги перед Українським народом».
- Лауреат Премії імені О. В. Палладіна НАН України (1993 р.).
- Лауреат Премії імені П.Г.Костюка НАН України (2023 р.).
- Лауреат Премії імені Тараса Шевченка Київського національного університету імені Тараса Шевченка (2025 р.).
- Нагороджений Відзнакою Президії НАН України «За наукові досягнення».
- Нагороджений Відзнакою Президії НАН України «За підготовку наукової зміни».
- Нагороджений Почесними грамотами Президії НАН України.
- Нагороджений Знаком «За наукові досягнення» МОН України.
- Лауреат «Нагороди Ярослава Мудрого» АН Вищої школи України.
- Лауреат премії «Золота Фортуна-2012» (з врученням Ордена Святого Князя Володимира Великого III ст.).
- Пам'ятна відзнака на честь 100-річчя Національної Академії Наук України.
- Нагороджений Подякою Міністерства освіти і науки України «… за вагомий внесок у розвиток науки України, організацію та впровадження фундаментальних і прикладних наукових досліджень, підготовку висококваліфікованих наукових працівників…» (2019 р.).
- Подяка від Президента НаУКМА «…за бездоганну багаторічну працю, відданість справі Академії, значний внесок у діяльність і розвиток факультету і з нагоди 25-річного ювілею факультету природничих наук НаУКМА» (2017 р.).
- Нагороджений Дипломом Українського біохімічного товариства за пленарну доповідь «Циклічні олігомери фенолів як модулятори активності енергозалежних катіон-транспортувальних систем гладеньком'язової клітини» на XII УКРАЇНСЬКОМУ БІОХІМІЧНОМУ КОНГРЕСІ" (2019 р.).
- Почесна Відзнака КПНЗ «Київська Мала академія наук учнівської молоді» — пам'ятна медаль «10-річчя Київської МАН» (2020 р.).
- Нагороджений Почесною Відзнакою Вченої ради Київського національного університету імені Тараса Шевченка за досягнення у науково-педагогічній роботі (2021 р).
- ВІДПОВІДНО ДО РІШЕННЯ, ПРИЙНЯТОГО У ГРУДНІ 2019 Р. РЕДАКЦІЙНОЮ КОЛЕГІЄЮ ЖУРНАЛУ «BIOTECHNOLOGIA. BIOTECHNOLOGY, СОMPUTATIONAL BIOLOGY AND BIONANOTECHNOLOGY» ТА ФОНДОМ ПРОФ. WACLAW SZYBALSKI (РЕСПУБЛІКА ПОЛЬЩА), АВТОРІВ СТАТТІ “METHODOLOGY OF PETRI NETWORKS FOR SIMULTANEOUS EVALUATION OF THE IMPACT OF DIFFERENT MODIFIERS ON THE FLUORESCENCE OF NUCLEOTIDES FROM ELECTRON TRANSPORT CHAIN IN ISOLATED MITOCHONDRIA AND ON THE PROCESS OF SWELLING” (VOL. 99(1), PP. 37–48,  2018) ГАННУ ДАНИЛОВИЧ, ОЛЕКСАНДРА ЧУНІХІНА, ЮРІЯ ДАНИЛОВИЧА ТА СЕРГІЯ КОСТЕРІНА БУЛО НАГОРОДЖЕНО ПРЕМІЄЮ ЗА КРАЩУ НАУКОВУ ПУБЛІКАЦІЮ У 2018 р.
- Нагороджений медаллю «В память 1500-летия Киева».

## Вибрані праці

### Монографії, підручники, посібники
- Курский М. Д., Костерин С. А. Биохимическая кинетика (учбовий посібник). Киев. Высшая школа, 1976. 300 с.;
- Курский М. Д., Костерин С. А., Воробец З. Д. Регуляция внутриклеточной концентрации кальция в мышцах.  Киев. Наукова думка, 1987. 144 с.;
- Костерин С. А. Транспорт кальция в гладкой мышце. Київ. Наукова думка, 1990. 216 с. МОНОГРАФІЮ ВІДЗНАЧЕНО ПРЕМІЄЮ ім. АКАДЕМІКА ПАЛЛАДІНА НАН УКРАЇНИ, 1992 р.;
- Kosterin S.A. et al.  Mechanisms of Ca2+ transport in myometrium. Chapter 6. In: «Control of Uterine Contractility». CRC Press, Boca Raton, USA. 1994. pp. 129–154;
- Оглобля О. В., Мірошниченко М. С., Костерін С. О. Комп'ютерне моделювання в біології (учбовий посібник). Київ. Азбука, 2012. 119 с.;
- Komisarenko S.V., Kosterin S.O., Lugovskoy E.V., Kalchenko V.I. Calixarene methylene bisphosphonic acids as promising effectors of biochemical processes. pp. 293–327.  In: BIOCHEMISTRY AND BIOTECHNOLOGY FOR MODERN MEDICINE. Edited by Prof. Serhiy Komisarenko. К.: Publishing House Moskalenko O.M. 2013, 704 p.;
- Комисаренко С. В., Кальченко В. И., Костерин С. А., Луговской Э. В., Лабынцева Р. Д., Черенок С. А., Бевза А. В.  Каликс[4]аренметиленбисфосфоновые кислоты — перспективные наноэффекторы биохимических процессов — В кн.:"Нанотехнология". — Киев: Наукова думка. — 2014 г. ;
- Кальченко В. И., Костерин С. А., Веклич Т. А., Родик Р. В., Шкрабак А. А., Мазур Ю. Ю., Слинченко Н. Н. Синтез новых перспективных утеростимуляторов на основе каликсаренсульфониламидинов и их биохимическая активность // Монографія: Фундаментальні проблеми створення нових речовин і матеріалів хімічного виробництва. — Київ: Академперіодика, 2016. — P. 224—235;
- Костерін С. О., Бабіч Л. Г., Шликов С. Г., Данилович Ю. В., Векліч Т. О., Мазур Ю. Ю. Біохімічні властивості та регуляція Са2+-транспортувальних систем мембранних структур гладеньком'язевих клітин. Наукова думка, 2016. 273 с.  Електронна версія за посиланням: https://www.biochemistry.org.ua/index.php?option=com_content&view=article&id=5987:o-kosterin-s-o-babic-l-g-slikov&catid=456&lang=uk&Itemid=286
- Прилуцький Ю. І., Ільченко О. В., Цимбалюк О. В., Костерін С. О. Статистичні методи в біології (підручник). Наукова думка. 2017. 215 с. Електронна версія за посиланням: https://www.biochemistry.org.ua/images/kosterin/monograf/Статистичні-методи-в-Біології.pdf
- Костерін С. О., Кальченко В. І., Векліч Т. О., Бабіч Л. Г., Шликов С. Г. Каліксарени як ефектори АТР-гідролазних систем гладеньком'язових клітин. Наукова думка. 2019. 258 с. НАУКОВО-ВИДАВНИЧОЮ РАДОЮ НАН УКРАЇНИ МОНОГРАФІЮ ВИЗНАНО КРАЩОЮ ЗА ХІМІКО-БІОЛОГІЧНИМ НАПРЯМОМ У 2020 р. ( https://www.biochemistry.org.ua/index.php? option=com_content&view=article&id=5762:2020&catid=296&lang=uk&Itemid=685 ). Електронна версія за посиланням:https://www.biochemistry.org.ua/images/kosterin/monograf/Костерін_%20Кальченко_2019.pdf ;
- Костерін С. О., Карахім С. О. Біохімічна кінетика. Наукова думка. 2021. 311 с. Електронна версія за посиланням: https://www.biochemistry.org.ua/index.php?option=com_content&view=article&id=5989:kosterin-s-o-karahim-s-o-biohimicna-kinetika-kiiv-naukova-dumka-2021-311-s&catid=456:2014-10-07-17-47-07&Itemid=738&lang=uk
- Костерін С. О., Цимбалюк О. В. Механокінетика вісцеральних гладеньких м'язів та її модуляція наноматеріалами. Наукова думка. 2022 . 304 с. Електронна версія за посиланням: https://www.biochemistry.org.ua/index.php?option=com_content&view=article&id=5990:kosterin-s-o-cimbaluk-o-v-mehanokinetika-visceralnih-gladenkih-maziv-ta-ii-modulacia-nanomaterialami-kiiv-naukova-dumka-2022-304-s&catid=456&lang=uk&Itemid=286
- Прилуцький Ю.І., Костерін С.О. Комп'ютерне моделювання в біології. Підручник для студентів закладів вищої освіти. Наукова думка. 2024. 196 c. Електронна версія за посиланням: https://www.biochemistry.org.ua/images/kosterin/monograf/Прилуцький_%20Костерін_2024.pdf
- За станом на 2024 р. разом з проф. Ю. І. Прилуцьким подано у видавництво посібник для студентів закладів вищої освіти Основи вищої математики для біологів.

### Вибрані статті останніх років
- Kosterin S. NEUROPHYSIOLOGY. 2003, V.35, N3/4, pp. 215–228.
- Rodik R., Boiko V., Danylyuk O., Suwinska K., Tsymbal I, Slinchenko N.,  Babich L., Shlykov S., Kosterin S., Lipkowski J. and Kalchenko V. Tetrahedron Letters. 2005, V.46, N43, pp. 7459–7462.
- Vadziuk O., Pivovarenko V. and Kosterin S. JOURNAL OF FLUORESCENCE. 2006, V.16, N1, pp. 9–159.
- Yushchenko D., Vadzyuk O., Kosterin S.O., Duportail G., Mely Y. and Pivovarenko V. ANALYTICAL BIOCHEMISTRY. 2007, V.369, N2, pp. 218–225.
- Klyachina M., Boyko V., Yakovenko A., Babich L., Shlykov S., Kosterin S., Khilya V. and Kalchenko V. JOURNAL OF INCLUSION PHENOMENA AND MACROCYCLIC CHEMISTRY. 2008, V. 60, N 1-2, pp. 131–137.
- Komisarenko S.V., Kosterin S.O., Lugovskoy E.V., Cherenok S.O., Tanchuk V.Yu., Vovk A.I., Kalchenko V.I. IN: LIGANDS. SYNTHESIS, CHARACTERIZATION AND ROLE IN BIOTECHNOLOGY. Chapter 3. NEW YORK. 2013. pp. 67–116.
- Komisarenko S.V., Kosterin S.O., Lugovskoy E.V., Kalchenko V.I. IN: BIOCHEMISTRY AND BIOTECHNOLOGY FOR MODERN MEDICINE. KYIV. 2013. pp. 293–327.
- Kalchenko V.I., Cherenok S.A., Kosterin S.O., Lugovskoy E.V., Komisarenko S.V., Vovk A.I., Tanchuk V.Y., Kononets L.A., Kukhar  V.P. IN: PHOSPHORUS, SULFUR, AND SILICON AND THE RELATED ELEMENTS.  2013, V.188. № 1-3, pp. 232–237.
- Комисаренко С. В., Кальченко В. И., Костерин С. А., Луговской Э. В., Лабынцева Р. Д., Черенок С. А., Бевза А. В. В МОНОГР.: «НАНОРАЗМЕРНЫЕ СИСТЕМЫ И НАНОМАТЕРИАЛЫ: ИССЛЕДОВАНИЯ В УКРАИНЕ». НАН Украины. — К. : Академпериодика, 2014. — 768 с.
- Mazur Iu.Iu., Kosterin S.A., Veklich T.V., Shkrabak O.A. JOURNAL OF BIOPHYSICAL CHEMISTRY. 2014, V.5, № 5, pp. 78–89.
- Komisarenko S.V., Kosterin S.O., Lugovskoy E.V., Cherenok S.O.,Tanchuk V.Yu., Vovk A.I., Kalchenko V.I. IN: NOVA SCIENCE PUBLISHERS, INC. USA. 2014.
- Shatursky J.Ya., Kasatkina L.A., Rodik R.V., Cherenok S.O., Shkrabak O.A., Veklich T.O., Borisova T.O., Kosterin S.O., Kalchenko V.I. ORGANIC & BIOMOLECULAR CHEMISTRY. 2014, V. 12, PP. 9811–9821.
- Veklich T.O, Shkrabak O.A., Slinchenko N.M., Mazur Y.Y., Rodik R.V., Boyko V.I., Kalchenko V.I., Kosterin  S.O. BIOCHEMISTRY. 2014, V.79, № 5, pp. 532–540.
- Vadzyuk O.B., Kosterin S.O.  TURK. J. BIOL.  2015, V.39, № 1, pp. 447–454.
- Mazur Y., Veklich T., Shkrabak O., Mohart M., Demchenko A., Gerashchenko I., Rodik R.,  Kalchenko V.,  Kosterin S. GEN. PHYSIOL. BIOPHYS.  2018. V. 37, No. 3.  pp. 223–231.
- Danylovych H., Chunikhin A., Danylovych Y., Kosterin S.O. JOURNAL OF BIOTECHNOLOGY, COMPUTATIONAL BIOLOGY AND BIONANOTECHNOLOGY. 2018. V.99, No.1. pp.  37–48.
- Labyntseva R.,  Yavorovska V.,  Bevza A.,  Drapailo A.,  Kalchenko V., Kosterin S. WORLD JOURNAL OF BIOCHEMISTRY AND MOLECULAR BIOLOGY. 2018. V.3. N2. pp. 46–54.
- Vadzyuk OB, Kosterin SO. SAUDI J. BIOLl. SCI. 2018. Mar; 25(3). pp,:551-557.
- Labyntseva R., Yavorovska V., Bevza O., Kalchenko V., Kosterin S. IN: NOVA SCIENCE PUBLISHERS, INC. USA. 2018.
- Veklich T.O., Niconishyna Yu.V., Kosterin S.O. THE UKRINIAN BIOCHEMICAL JOURNAL. 2018. V.90. N4. pp. 5–24.
- Labyntseva R., Yavorovska V., Bevza O., Drapaylo A., Kalchenko V., Kosterin S. NANO SCALE RESEARCH LETTERS. 2018. V. 13: 224. pp. 2–10.
- Kolomiets O.V., Danylovych Y.V., Danylovych H.V., Kosterin S.O. INT. J. PHYSIOL. PATHOPHYSIOL. 2018. V.9. N 3. pp. 1–24.
- Danylovych H.V., Danylovych Y.V., Gulina M.O., Bohach T.V., Kosterin S.O. GEN. PHYSIOL. BIOPHYS.  2019. V. 38, No. 1.  pp. 39–50.
- Danylovych H.V., Danylovych Y.V., Kosterin S.O. IN. J. BIOCHEM. BIOPHYS.  2019. V. 55, Feb. pp. 34–45.
- Konstantin O. Paliienko, Tetyana O. Veklich, Oleg Ya. Shatursky, Olexandr A. Shkrabak, Artem O. Pastukhov, Maxim O. Galkin, Natalia V. Krisanova, Alexander Ju. Chunikhin, Andrew V. Rebriev, Andriy V. Lysytsya, Tatiana A. Borisova, Sergiy O. Kosterin. TOXICOLOGY IN VITRO. 2019. V.60, pp. 389–399.
- Karakhim S.O, Zhuk P.F, Kosterin S.O. J Bioenerg. Biomembr. 2020.V.52, No.1.pp 47–60.
- Kosterin S., Tsymbalyuk O., Holden O. Series of Biomechanics. 2021. V.35. No 1. pp. 15–31.
- Tsymbalyuk O., Kosterin S. Series of Biomechanics. 2021. V.35. No 4. pp. 3–20.
- Данилович Ю.В., Данилович Г.В., Святненко М.Д., Єсипенко О.А., Кальченко В.І., Костерін С.О. Халконовмісні калікс[4]арени як перспективні ефектори функціональної активності мітохондрій гладенького м’язу // Збірник наукових праць «Наносистеми, наноматеріали, нанотехнології». – 2022. - Т. 20, № 1. – С. 263-278. https://doi.org/10.15407/nnn.
- Данилович Ю.В., Данилович Г.В., Костерін С.О. Можливе значення аденілатциклазного сигнального шляху в синтезі оксиду азоту мітохондріями міометрія // Фізіол. Журн. – 2022. – Т. 68, №4. – С. 33-39. https://doi.org/10.15407/fz68.04.033.
- Yurii V. Danylovych, Hanna V. Danylovych, Oksana V. Kolomiets, Marina D. Sviatnenko, Sergiy O. Kosterin. Biochemical properties of H+-Ca2+ - exchanger in the myometrium mitochondria // Current Reseach in Physiology. - 2022. – N5. – P. 369-380. https://doi.org/10.1016/j.crphys.2022.09.005.
- Babich L.G., Shlykov S.G., Yesypenko O.A.,Bavelska-Somak A. O., Zahoruiko A.G., Horak I.R., Drobot L.B., Kosterin S.O. Calix[4]arene chalcone amide C-1011 elicits differential effects on the viability of 4T1 mouse breast adenocarcinoma cells with different levels of adaptor protein Ruk/CIN85 expression. Ukr. Biochem. J. 2022, V.94, N.2, P. 24-30. https://doi.org/10.15407/ubj94.02.024.
- Shkrabak O.A., Rodik R.V., Kalchenko V.I., Kosterin S.O. Inhibition of Plasma Membrane Сa2+,Mg2+-ATPase by Calixarene Sulfonylamidines. Structure-Activity Relationship // Ukr. Biochem. J. - 2022. - V. 94, N 4. - Р. ... - ..., ISSN 2409-4943.
- Shatursky O.Y., Krisanova  N.V., Pozdnyakova N., Pastukhov A.O., Dudarenko M., Kalynovska L., Shkrabak O.A., Veklich T.,O., Selikhova A.I., Cherenok S.O., Borisova T., Kalchenko V.I., Kosterin S. Substitution of bridge carbons for sulphur in calix[4]arene-bis-α-hydroxymethylphosphonic acid transformed mobile carrier into ionic channel accompanied with evoked muscle contraction and impaired neurotransmission powered by membrane action of resulting thiocalix[4] arene-bis-α-hydroxymethylphosphonic acid// Toxicolgy in Vitro.- 2024. - V.98, P. ... - ...
- Kosterin S.O., Veklich T.O., Kalchenko O.I., Vovk A.I., Rodik R.V., Shkrabak O.A. KINETIC REGULARITIES AND A POSSIBLE MECHANISM OF NON-ENZYMATIC HYDROLYSIS OF ATP INDUCED BY CALIX[4]ARENE С-107//Ukr. Biochem. J. - 2024, V.96, N3. P. 25 - 38.
- Danylovych H., Danylovych Y., Chunikhin A., CHERENOK S., Kalchenko V., Kosterin S. Use of thiacalix[4]arene C-1193 for a directed influence on the functional activity of mitochondria and simulation of this process using a Petri nets//Journal of Biotechnology, Computational Biology and Bionanotechnology.- 2024, V.105, N1, P. 69–81.

Улюблені письменники- Стівенсон, Ремарк, Вейс, Ж.Верн, Кобилянська, Франко, Бунін, Паустовський.
Улюблені композитори- Малер, Бах, Поганіні, Моцарт, Бетховен, Шуман, Севаг.
Улюблені художники- Моне, Боттичеллі, Караваджо, Гойя.